# Coccobius flaviflagellatus
Coccobius flaviflagellatus is een vliesvleugelig insect uit de familie Aphelinidae. De wetenschappelijke naam is voor het eerst geldig gepubliceerd in 1940 door De Santis.